# 글리제 758 B
글리제 758 B는 G형 주계열성 글리제 758을 돌고 있는 갈색 왜성이다. 지구로부터 거문고자리 방향으로 약 50광년 떨어진 곳에 있다.

## 상술
글리제 758 B는 태양계 천체들을 제외하고 열적(熱的)으로 사진 촬영된 천체들 중에서 지구로부터 가장 가까운 곳에 있으며, 태양 비슷한 별을 돌고 있는 행성 비슷한 천체 중 최초로 그 모습이 사진으로 직접 촬영된 천체이다.
글리제 758 B는 어머니 항성 글리제 758을 촬영한 결과 발견되었다. 스바루 망원경 내 HiCIAO 장치가 사용되었다.
글리제 758 B의 유효 온도는 593켈빈으로, 이는 섭씨 280 ~ 370도 정도에 해당된다. 이 정도 온도라면 B는 불그스름하게 달아오른 것처럼 보일 것이며, 밤의 반구(半球) 쪽도 암흑이 아닌 붉게 빛나는 모습을 보여 줄 것이다. B는 어머니 항성으로부터 대략 해왕성과 태양 간격만큼 떨어져 있다.
이 천체의 나이가 어느 정도인가는 확실히 알 수 없다. B가 발산하는 열로부터 두 가지 추측이 가능하다. B의 질량을 목성의 10배로 잡으면 7억 년 정도의 젊은 천체가 되며, 40배 정도로 잡으면 나이는 대폭 늘어나 87억 년 정도가 된다. 양쪽 가정에 따라 B의 정체를 아직 덜 식은 슈퍼목성이거나 혹은 갈색 왜성으로 추측 가능하다. 어머니 별 글리제 758을 분석하면 행성의 보다 정확한 나이와 질량을 알 수 있을 것이지만, 아직까지 신빙성 있는 자료가 확보되지 않았다.
글리제 758 B를 촬영한 사진에는 두 번째 동반 천체로 추측되는 C의 모습도 함께 잡혔다. 그러나 이 천체가 동반 천체인지, 아니면 단순히 배경에 함께 찍힌 관계 없는 항성인지는 검증되지 않았다.